# Czwarty gabinet Alfreda Deakina
Czwarty gabinet Alfreda Deakina – ósmy w historii gabinet federalny Australii, urzędujący od 2 czerwca 1909 do 29 kwietnia 1910 roku. Był gabinetem jednopartyjnym tworzonym przez nowo powstałą Związkową Partię Liberalną (CLP), zaś na jego czele stał Alfred Deakin. Po raz pierwszy od powstania Związku Australijskiego premier federalny nie kierował równocześnie jednym z ministerstw.  
Gabinet powstał wkrótce po połączeniu Partii Protekcjonistycznej i Partii Antysocjalistycznej, które razem utworzyły CLP. Nowe ugrupowanie miało wystarczającą dużo głosów w Izbie Reprezentantów, żeby obalić mniejszościowy pierwszy gabinet Andrew Fishera, tworzony przez Australijską Partię Pracy (ALP), i stworzyć własny gabinet większościowy. Kres jego urzędowaniu położyły wybory w 1910 roku, w których zwycięstwo odniosła ALP, która sformowała następnie drugi gabinet Andrew Fishera. 

## Skład
| stanowisko                                     | członek gabinetu |
| ---------------------------------------------- | ---------------- |
| premier                                        | Alfred Deakin    |
| minister obrony                                | Joseph Cook      |
| minister skarbu.                               | John Forrest     |
| minister handlu i ceł                          | Robert Best      |
| minister spraw zagranicznych                   | Littleton Groom  |
| prokurator generalny                           | Patrick Glynn    |
| minister poczty                                | John Quick       |
| minister spraw wewnętrznych                    | George Fuller    |
| wiceprzewodniczący Federalnej Rady Wykonawczej | Edward Millen    |
| minister bez teki                              | Justin Foxton    |